# Norrbymedaljen
Norrbymedaljen instiftades 1974 av Akademiska kören i Stockholm och bär kördirigenten och konserthuschefen Johannes Norrbys namn. Medaljen kan tilldelas "svensk kördirigent som på ett framstående sätt främjat landets körliv och utvecklat körsången till bestående konstupplevelser".
Följande personer har erhållit utmärkelsen.
- 1974 – Johannes Norrby
- 1975 – Eric Ericson
- 1976 – Bror Samuelson
- 1977 – Dan-Olof Stenlund
- 1978 – Eskil Hemberg
- 1979 – Gösta Ohlin
- 1980 – Anders Öhrwall
- 1981 – Folke Bohlin
- 1982 – Gustaf Sjökvist
- 1983 – Marianne Hillerudh
- 1984 – Anders Eby
- 1985 – Gunnar Eriksson
- 1986 – Bo Johansson och Jan Åke Hillerud
- 1987 – Ingemar Månsson
- 1988 – Kerstin Ek
- 1989 – Stefan Parkman
- 1990 – Robert Sund
- 1991 – Eva Svanholm Bohlin
- 1992 – Janåke Larson
- 1993 – Erik Westberg
- 1994 – Christina Hörnell
- 1995 – Lennart Spångberg
- 1997 – Gary Graden
- 1999 – Cecilia Rydinger Alin
- 2001 – Fred Sjöberg
- 2003 – Agneta Sköld
- 2004 – Jan Yngwe
- 2005 – Anne Johansson
- 2006 – Ragnar Bohlin
- 2008 – Fredrik Malmberg
- 2010 – Olof Boman
- 2016 – Florian Benfer
- 2023 – Helene Stureborg